# Ретапамулин
Ретапамулин — полусинтетический антибиотик класса плевромутилинов для наружного применения. Одобрен для применения: США (2007), Россия.

## Механизм действия
Взаимодействует с 23S (en:50S) бактериальной рибосомы. Нарушает синтез белка.

## Показания
Импетиго, вызванное Staphylococcus aureus (только чувствительные к метициллину) или Streptococcus pyogenes,
у пациентов с 9 месяцев.